# 貝洛斯拉夫市鎮
43°10′N 27°41′E / 43.167°N 27.683°E

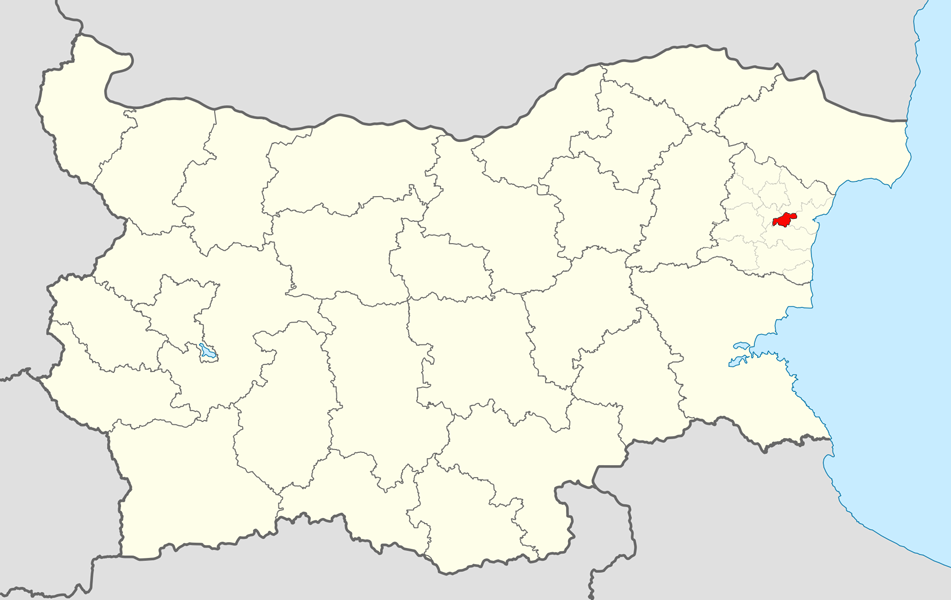

貝洛斯拉夫市，是保加利亞的城鎮，位於該國東北部，由瓦爾納州負責管轄，首府設於貝洛斯拉夫，面積60.08平方公里，2011年人口11,023，人口密度每平方公里183.47人。